# Utah Jazz 1996-1997
La stagione 1996-97 degli Utah Jazz fu la 23ª nella NBA per la franchigia.
Gli Utah Jazz vinsero la Midwest Division della Western Conference con un record di 64-18. Nei play-off vinsero il primo turno con i Los Angeles Clippers (3-0), la semifinale di conference con i Los Angeles Lakers (4-1), la finale di conference con gli Houston Rockets (4-2), perdendo poi la finale NBA con i Chicago Bulls (4-2).

## Western Conference
| Squadra             | V  | P  | %    | GB |
| ------------------- | -- | -- | ---- | -- |
| Utah Jazz           | 64 | 18 | 78   | -  |
| Houston Rockets     | 57 | 25 | 69,5 | 7  |
| Minnesota T'wolves  | 40 | 42 | 48,8 | 24 |
| Dallas Mavericks    | 24 | 58 | 29,3 | 40 |
| Denver Nuggets      | 21 | 61 | 25,6 | 43 |
| San Antonio Spurs   | 20 | 62 | 24,4 | 44 |
| Vancouver Grizzlies | 14 | 68 | 17,1 | 50 |

## Roster
| \| Pos. \| Num. \| Naz. \| Nome \| Altezza \| Peso \| Data nascita \| Provenienza \| \| ---- \| ---- \| ---- \| ----------------- \| ------- \| ------ \| ------------ \| ------------------- \| \| G/AP \| 40 \| \| Anderson, Shandon \| 198 cm \| 94 kg \| 31-12-1973 \| Georgia \| \| A/C \| 55 \| \| Carr, Antoine \| 206 cm \| 102 kg \| 23-07-1961 \| Wichita State \| \| G \| 10 \| \| Eisley, Howard \| 188 cm \| 80 kg \| 04-12-1972 \| Boston College \| \| A/C \| 44 \| \| Foster, Greg \| 211 cm \| 109 kg \| 03-10-1968 \| Texas–El Paso \| \| G \| 14 \| \| Hornacek, Jeff \| 191 cm \| 86 kg \| 03-05-1963 \| Iowa State \| \| A \| 43 \| \| Howard, Stephen \| 206 cm \| 102 kg \| 15-07-1970 \| DePaul \| \| A \| 31 \| \| Keefe, Adam \| 206 cm \| 104 kg \| 22-02-1970 \| Stanford \| \| A \| 32 \| \| Malone, Karl \| 206 cm \| 113 kg \| 24-07-1963 \| Louisiana Tech \| \| A \| 34 \| \| Morris, Chris \| 203 cm \| 95 kg \| 20-01-1966 \| Auburn \| \| G \| 30 \| \| Nembhard, Ruben \| 191 cm \| 94 kg \| 20-02-1972 \| Weber State \| \| C \| 0 \| \| Ostertag, Greg \| 218 cm \| 127 kg \| 06-03-1973 \| Kansas \| \| A \| 3 \| \| Russell, Bryon \| 201 cm \| 102 kg \| 31-12-1970 \| Long Beach State \| \| G \| 12 \| \| Stockton, John \| 185 cm \| 77 kg \| 26-03-1962 \| Gonzaga \| \| G \| 22 \| \| Thompson, Brooks \| 193 cm \| 88 kg \| 19-07-1970 \| Oklahoma State \| \| A \| 15 \| \| Watson, Jamie \| 201 cm \| 86 kg \| 23-02-1972 \| Southern California \| | Allenatore - Jerry Sloan Assistente/i - Phil Johnson (Vice-allenatore) - Gordon Chiesa (Vice-allenatore) - David Fredman (Vice-allenatore) - Kenny Natt (Vice-allenatore) Legenda - (C) Capitano - (FA) Free agent - (S) Sospeso - (TW) Contratto Two-way - (GL) Assegnato a squadra G League affiliata - Infortunato Roster • Transazioni · Ultima transazione: 25 giugno 1997 |                        |                   |         |        |              |                     |
| Pos. | Num. | Naz.                   | Nome              | Altezza | Peso   | Data nascita | Provenienza         |
| G/AP | 40 | Stati Uniti (bandiera) | Anderson, Shandon | 198 cm  | 94 kg  | 31-12-1973   | Georgia             |
| A/C | 55 | Stati Uniti (bandiera) | Carr, Antoine     | 206 cm  | 102 kg | 23-07-1961   | Wichita State       |
| G | 10 | Stati Uniti (bandiera) | Eisley, Howard    | 188 cm  | 80 kg  | 04-12-1972   | Boston College      |
| A/C | 44 | Stati Uniti (bandiera) | Foster, Greg      | 211 cm  | 109 kg | 03-10-1968   | Texas–El Paso       |
| G | 14 | Stati Uniti (bandiera) | Hornacek, Jeff    | 191 cm  | 86 kg  | 03-05-1963   | Iowa State          |
| A | 43 | Stati Uniti (bandiera) | Howard, Stephen   | 206 cm  | 102 kg | 15-07-1970   | DePaul              |
| A | 31 | Stati Uniti (bandiera) | Keefe, Adam       | 206 cm  | 104 kg | 22-02-1970   | Stanford            |
| A | 32 | Stati Uniti (bandiera) | Malone, Karl      | 206 cm  | 113 kg | 24-07-1963   | Louisiana Tech      |
| A | 34 | Stati Uniti (bandiera) | Morris, Chris     | 203 cm  | 95 kg  | 20-01-1966   | Auburn              |
| G | 30 | Stati Uniti (bandiera) | Nembhard, Ruben   | 191 cm  | 94 kg  | 20-02-1972   | Weber State         |
| C | 0 | Stati Uniti (bandiera) | Ostertag, Greg    | 218 cm  | 127 kg | 06-03-1973   | Kansas              |
| A | 3 | Stati Uniti (bandiera) | Russell, Bryon    | 201 cm  | 102 kg | 31-12-1970   | Long Beach State    |
| G | 12 | Stati Uniti (bandiera) | Stockton, John    | 185 cm  | 77 kg  | 26-03-1962   | Gonzaga             |
| G | 22 | Stati Uniti (bandiera) | Thompson, Brooks  | 193 cm  | 88 kg  | 19-07-1970   | Oklahoma State      |
| A | 15 | Stati Uniti (bandiera) | Watson, Jamie     | 201 cm  | 86 kg  | 23-02-1972   | Southern California |